# Інститут проблем реєстрації інформації НАН України
Інститут проблем реєстрації інформації НАН України (ІПРІ НАН України) — науково-дослідний інститут Відділення інформатики НАН України.

## Історія
Інститут був створений постановою Президії АН УРСР від 24 вересня 1987 року № 305 на базі Відділення оптико-механічних запам'ятовуючих пристроїв Інституту проблем моделювання в енергетиці АН УРСР з метою координації вітчизняних досліджень в галузі створення оптичних накопичувачів інформації.

## Основні напрями діяльності інституту
Постановою Президії НАН України від 8.06.2005 № 117 були затверджені такі напрями діяльності установи:
- фізичні основи, принципи, методи та системи оптичної реєстрації інформації. Створення технології довгострокового зберігання цифрової інформації;
- теоретичні основи і прикладні методи створення комп'ютерних інформаційно-аналітичних систем, дослідження та розробка методів захисту інформації в комп'ютерних системах і мережах. Методи та системи підтримки прийняття рішень;
- розробка методів та створення системи комп'ютерних мереж банків даних, баз даних та баз знань, систем масового розповсюдження комп'ютерної інформації;
- створення систем відтворення звуку та зображень з раритетних носіїв інформації, систем реєстрації інформації неруйнуючими та томографічними методами.

## Структура
Станом на 2010 рік і інституті працює 240 чоловік, в тому числі 82 наукових співробітники, серед них 2 члени-кореспонденти НАН України (В.В. Петров та А.А. Крючин), 8 докторів наук, 22 кандидати наук.
До складу  ІПРІ НАН України входять шість науково-дослідних та три науково-технічні відділи, а також Ужгородський науково-технологічний центр матеріалів оптичних носіїв інформації (на правах юридичної особи).
Науково-дослідні відділи:
- систем оптичної реєстрації інформації;
- цифрових моделюючих систем;
- оптичних носіїв інформації;
- проблемно-орієнтованих інформаційно-обчислювальних систем;
- аналітичних методів інформаційних технологій;
- спеціалізованих засобів моделювання.

Науково-технічні відділи:
- моніторингу динамічних об'єктів;
- технічних засобів цифрових моделюючих систем;
- обробки та збереження інформаційних ресурсів.

## Науковці
- Матов Олександр Якович — завідувач відділу проблемно-орієнтованих інформаційних систем, головний науковий співробітник.
- Петров В'ячеслав Васильович — директор Інституту з 1987 року.
- Синьков Михайло Вікторович — завідувач відділу спеціальних засобів моделювання.